# Nepytia fumosaria
Nepytia fumosaria là một loài bướm đêm trong họ Geometridae.